# Xenomycetes morrisoni
Xenomycetes morrisoni är en skalbaggsart som beskrevs av Horn 1880. Xenomycetes morrisoni ingår i släktet Xenomycetes och familjen svampbaggar. Inga underarter finns listade i Catalogue of Life.